# Дете
Дете е човек, който не е достигнал зрялост.
В биологичен смисъл това е човек във възрастта между раждането и пубертета. Деца на своите родители са и възрастните хора, независимо на колко години са. Някои дефиниции включват и фетуса, който е неродено дете. За синоним на дете могат да се ползват невръстен, подрастващ, малолетен или непълнолетен (в зависимост от навършените години). Периодът, в който хората са деца, се нарича детство, като децата от мъжки пол са момчета, а от женски пол – момичета.

## Периоди на развитие
В най-ранната фаза на живота си за току-що родените деца казват новородени деца, на възраст до ок. 1 година се наричат бебета или невръстни деца, след това са подрастващи, а във възрастта на юношеството са наричани юноши (за мъже) и девойки ( за жени)
Докато са все още бебета, децата играят с по-възрастни или сами; после се заиграват сами, като обикновено не обичат да дават или делят играчките си с други деца; когато поотраснат още малко, заиграват с други деца – обикновено около 3-годишна възраст. Когато достигнат училищна възраст, повечето деца са изградили основни качества и могат да участват в групови игри. Много важно значение за психическото, физическо и умствено развитие на децата имат както играчките, така и контактите с по-големите деца и особено с възрастните хора, особено родители и други роднини, на които се опитват да подражават.
Биологичното развитие на детето е предмет на изучаването на процесите и механизмите, които съпътстват физическото и психическото му развитие, от момента на раждане, докато достигне полова зрялост.
Педиатрията е клон на медицината, свързана с грижата за децата от ранното им детство до юношеството, а понякога дори и когато станат млади хора (на възраст до 19 години). Възрастовите групи според физическото и емоционално израстване на децата са приблизителни и могат да се различават в различните култури и страни. Следният списък отразява концепцията за развитието на детето в XXI век. Като цяло тя се основава на твърдението, че развитието на децата започва с тяхното раждане, макар да съществуват и други мнения, които пораждат оспорвани мнения по въпроса.
Оформянето на детето преди раждането преминава през следните фази:
- зигота, една-единствена клетка при зачеването;
- ембрион, периодът от първото делене на зиготата до началото на органогенезата;
- плод, след началото на органогеназата, настъпваща в началото на 11-а гестална седмица или 9-а след оплождането.[1][2].

Фази след раждането:
- новородено – в първите ок. 40 дни след раждането
- кърмаче (бебе) – от раждането до навършване на 1 година
- предучилищна възраст – от 1 до 5 – 6 години
- начална училищна възраст – на възраст от 5 – 6 до 10 – 11 години
- средна училищна възраст – на възраст от 10 – 11 до 14 – 15 години
- горна училищна възраст – на възраст от 14 – 15 до 18 – 19 години

В когнитивното и емоционално развитие на децата се включват няколко области:
- език: научава се да говори, да се изразява и да общува чрез езика, вербално и невербално;
- обучение: разбирането на света и околната среда главно чрез игра, с помощта на родителите и заедно с връстниците си;
- образование: грамотност, обучение, придобиване на знания и умения, и др. Образованието бива официално и неформално;
- психическо развитие: придобиване на социални навици и приобщаване. Включва научаване на правилата на обществото и културата;
- изкуство (вкл. музика): научава се как да изрази себе си чрез различни техники в изкуството и музиката;
- морално или етично развитие: извършва се на етапи.

В рамките на семейството възрастните хора, естествено, продължават да бъдат деца на родителите си, независимо от възрастта, която са достигнали. Децата в семейството, според пола си, са синове (когато са от мъжки пол) и дъщери (когато са от женски пол). Родителите на децата са майки и бащи.

## Юридически статут
Навършване на пълнолетие
Дете по смисъла на Закона за закрила на детето  е всяко физическо лице до навършването на 18 години. В повечето страни за възрастно лице пред закона се счита човек на 18 години, но има вариации. Най-ниската възраст е 15 години, в Куба например е 16 години. Някои от дейностите, които не са разрешени за индивиди под 18 години, включват: употребата на алкохол или цигари, женитба без съгласието на родителите, гласуване на избори, хазартни игри, управление на моторно превозно средство и други.
Права на детето

Правата на детето са човешки права на децата, с подчертано внимание към правата на специална закрила и грижа, осигурявани на младите , включително правото на общуване с двамата биологични родители, на човешка идентичност, както и правото на основните нужди като храна, платено от държавата образование, здравеопазване и наказателното право, подходящо за възрастта и развитието на детето.  Интерпретациите на правата на децата варират от позволяване за децата на способността за автономни действия до прилагане на законова и държавна грижа за освобождаване на децата от физически, умствени и емоционални злоупотреби.
Терминът „дете“ не се отнася непременно до непълнолетен и може да включва също и пълнолетни независими деца. В международното право няма дефиниции за други термини, използвани за деца, като юноши и младежи. 

## Детска смъртност
През 1600-те години в Англия очакваната продължителност на живота е около 35 години, основно поради това че 2/3 от децата умират преди да навършат 4 години По време на индустриалната революция, очакваната продължителност на живота на децата се увеличава драстично. Около половината от смъртните случаи на деца днес са в Африка.
Според мнението на експерти, детската смъртност е намаляла значително след 1990 година. Смъртните случаи на деца до 5-годишна възраст са спаднали с 42% в САЩ, докато в Сърбия и Малайзия с почти 70%.
Причини
Според УНИЦЕФ, повечето смъртни случаи при деца (и 70% в развиващите се страни) се дължат на следните 5 причини или на някаква комбинация от тях: остри дихателни инфекции, диария, морбили, малария, недохранване.
Страни с най-висока детска смъртност

Десетте страни с най-висока детска смъртност са (брой смъртни случаи на 1000 новородени):
1. Чад – 209
2. Афганистан – 199
3. Демократична република Конго – 199
4. Гвинея-Бисау – 193
5. Сиера Леоне – 192
6. Мали – 191
7. Сомалия – 180
8. Централна африканска република – 171
9. Буркина Фасо – 166
10. Бурунди – 166

## Официални празници
Международният ден за защита на детето се празнува всяка година на 1 юни в почти всички страни от бившия Социалистически лагер. Води началото си от Световната конференция по въпросите на детското здраве, която се провежда през 1925 г. в Женева (Швейцария).
Този празник става популярен в България след 1949 г., когато в Москва е обявено, че 1 юни се приема за Международен ден за защита на децата. Празникът е наричан официално Международен ден за защита на децата. Не му е придавана политическа окраска. След промяната на политическата система в тези страни празникът се запазва.